# Нотиос-Эввоикос
Но́тиос-Эввоико́с (греч. Νότιος Ευβοϊκός κόλπος «Южный Эвбейский залив») — южная часть большого двойного залива между Центральной Грецией и островом Эвбеей. В северо-западной части заканчивается проливом Эврипом в области города Халкиды, где сливается с водами залива Вориос-Эввоикоса. В юго-восточной части переходит в залив Петалию. На выходе в Петалию находится остров Кавалиани, южнее — острова Петальи. По северному побережью залива проходит национальная дорога 44 Халкида — Аливерион.